# اینتسنهوف
اینتسنهوف (به آلمانی: Inzenhof) یک منطقهٔ مسکونی در اتریش است که در ناحیه گوسینگ واقع شده‌است. اینتسنهوف ۳۱۴ نفر جمعیت دارد.